# Andrew Cecil Bradley

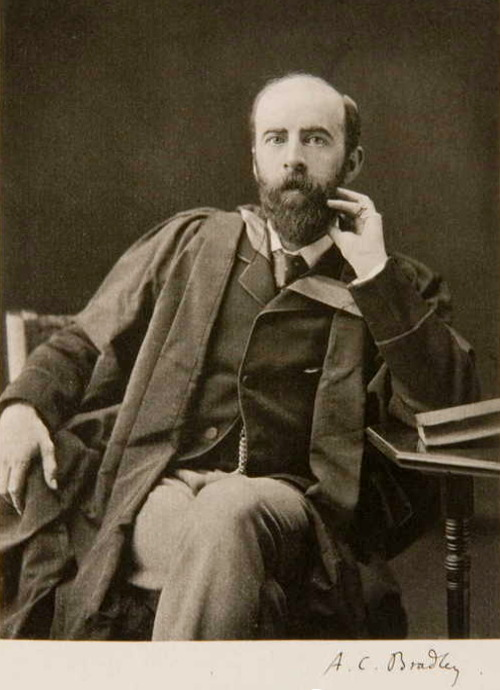
Andrew Cecil Bradley (1891)

Andrew Cecil Bradley (geboren am 26. März 1851; gestorben am 2. September 1935) war ein englischer Shakespearegelehrter.

## Leben und Werk
Bradley wurde in Park Hill, Clapham, Surrey geboren. Er war das jüngste von 21 Kindern des Geistlichen Charles Bradley (1789–1871) und seiner zweiten Frau Emma Linton. Zu seinen Geschwistern gehört der Philosoph Francis Herbert Bradley. Bradley studierte am Balliol College der University of Oxford. Er erhielt im Jahr 1874 ein Fellowship und unterrichtete zuerst englische Sprache und dann bis 1881 Philosophie. In diesem Jahr wurde er Dozent für Literaturwissenschaft an der University of Liverpool. Im Jahre 1889 wurde er zum Regius Professor of English Language and Literature an der University of Glasgow berufen. Von 1901 bis 1905 war er Oxford Professor of Poetry. In den fünf Jahren seiner Tätigkeit dort verfasste er Shakespearean Tragedy (1904) und Oxford Lectures on Poetry (1909). Später wurde er Honorary-Fellow am Balliol-College und erhielt Ehrendoktorate der Universitäten von Liverpool, Glasgow, Edinburgh, and Durham. Die Berufung zum „King Edward VII Professor of English Literature“ an der University of Cambridge lehnte er ab. 1910 wurde er zum Mitglied der British Academy gewählt. Bradley war zeit seines Lebens ledig und lebte zusammen mit seiner Schwester in Kensington, London.
Seinen Besitz vermachte er einer Stiftung zur Förderung junger Wissenschaftler.

## Vermächtnis
Shakespearean Tragedy wurde mehr als zwei Dutzend Mal wieder aufgelegt und ist selbst Gegenstand literaturwissenschaftlicher Untersuchungen. Als Studienhilfe zu dem Buch eignet sich John Russell Brown's Einleitung.
In der Mitte des 20. Jahrhunderts wurde sein methodischer Ansatz von vielen Wissenschaftlern in Frage gestellt und Bradley vorgeworfen, die Moralvorstellungen des 19. Jahrhunderts auf den Schriftsteller und die Gesellschaft der elisabethanischen Ära anzuwenden. 1951 hat Kenneth Burke in seiner Arbeit Othello: An Essay to Illustrate a Method die Charakteranalyse Bradleys ebenso in Frage gestellt, wie vor ihm L. C. Knights in seinem Essay How Many Children Had Lady Macbeth? (John Britton hat darauf hingewiesen, dass Bradley keineswegs eine solche Frage gestellt hat, sie vielmehr auf eine spöttische Bemerkung von F. R. Leavis zu „überflüssigen Fragen in der Shakespeareforschung“ zurückgeht.)
Kritisiert wurde vor allem Bradleys Interpretationsmethode, dramatische Kunstfiguren zu psychologisieren und sie so zu betrachten, als ob sie reale Individuen seien und außerhalb ihrer Existenz auf der Bühne lebten. Elmer Edgar Stoll betonte bereits 1934 etwa, dass neben dem unhistorischen Zugang Bradleys Charakterstudien die strukturellen Notwendigkeiten der Dramengestaltung grundsätzlich vernachlässigen.
Infolge des Vorherrschens poststrukturalistischer Methoden seit den 1970er Jahren wandten sich viele Forscher von dem Ansatz Bradleys ab. In jüngster Zeit hat vor allem der konservative Kritiker Harold Bloom die Shakespeareinterpretation in der Tradition von Johnson, Hazlitt und Bradley als Vorbild für seine Arbeit bezeichnet. Jüngst gibt es auch wieder ein vermehrtes Interesse an Bradleys Rezeption der Hegelschen Tragödientheorie. Obwohl Bradley immer wieder dafür kritisiert wurde, dass er Shakespeares Figuren so behandelt hat, als wären sie reale Personen, gilt sein Tragödien-Buch als eines der einflussreichsten Werke über Shakespeare. 1907–1908 hielt Bradley die Gifford Lectures an der University of Glasgow unter dem Titel "Ideals of Religion.